# Піщанська сільська рада (Решетилівський район)
Піщанська сільська рада — адміністративно-територіальна одиниця у Решетилівському районі Полтавської області з центром у c. Піщане.
Населення — 1129 осіб.

## Населені пункти
Сільраді були підпорядковані населені пункти:
- c. Піщане
- с. Славки